# Кубок Федерации 2008. Зона Америка
Зона Америка — одна из трёх региональных зон в Кубке Федерации. Состоит из группы I (7 сборных) и группы II (13 сборных).

## Группа I
Место проведения: Club Deportivo El Rodeo, Медельин, Колумбия, грунт
Дата: Неделя с 28 января 2008
7 команд разделены на 2 группы (3 — в одной и 4 — в другой). Победители групп разыгрывают в матче друг с другом место в плей-офф Мировой группы II. Команда, занявшая четвёртое место в самой многочисленной группе вылетает в Группу II зоны Америка сразу, а команды занявшие третьи места в дополнительном матче определяют второго неудачника.
| Группа А | Группа А          | Группа А | Группа А | Группа А | Группа А |
|          | Страна            | БРА      | ПУЭ      | ПАР      | УРУ      |
| -------- | ----------------- | -------- | -------- | -------- | -------- |
| 1        | Бразилия (3-0)    |          | 2-1      | 3-0      | 2-1      |
| 2        | Пуэрто-Рико (2-1) | 1-2      |          | 3-0      | 3-0      |
| 3        | Парагвай (1-2)    | 0-3      | 0-3      |          | 3-0      |
| 4        | Уругвай (0-3)     | 1-2      | 0-3      | 0-3      |          |

| Группа B | Группа B       | Группа B | Группа B | Группа B | Группа B |
|          | Страна         | КОЛ      | КАН      | МЕК      |          |
| -------- | -------------- | -------- | -------- | -------- | -------- |
| 1        | Колумбия (2-0) |          | 2-1      | 3-0      |          |
| 2        | Канада (1-1)   | 1-2      |          | 3-0      |          |
| 3        | Мексика (0-2)  | 0-3      | 0-3      |          |          |

### Плей-офф
| Места | Победитель | Счёт | Проигравший |
| ----- | ---------- | ---- | ----------- |
| 1 — 2 | Колумбия   | 3-0  | Бразилия    |
| 3 — 4 | Канада     | 3-0  | Пуэрто-Рико |
| 5 — 6 | Парагвай   | 3-0  | Мексика     |

- сборная Колумбии переходит в плей-офф Мировой группы II
- сборные Мексики и Уругвая выбывают в группу II зоны Америка

## Группа II
Место проведения: Country Club Cochabamba, Кочабамба, Боливия, грунт
Дата: 23-26 апреля 2008
13 команд разделены на 4 группы (по 3 — в трёх и 4 — в четвёртой оставшейся). Победители групп разыгрывают в дополнительных матчах друг с другом два места в Группу I зоны Америка.
| Группа А | Группа А     | Группа А | Группа А | Группа А |
|          | Страна       | ЧИЛ      | КУБ      | ПАН      |
| -------- | ------------ | -------- | -------- | -------- |
| 1        | Чили (2-0)   |          | 2-1      | 3-0      |
| 2        | Куба (1-1)   | 1-2      |          | 3-0      |
| 3        | Панама (0-2) | 0-3      | 0-3      |          |

| Группа B | Группа B       | Группа B | Группа B | Группа B |
|          | Страна         | БОЛ      | ЭКВ      | ГОН      |
| -------- | -------------- | -------- | -------- | -------- |
| 1        | Боливия (2-0)  |          | 3-0      | 3-0      |
| 2        | Эквадор (1-1)  | 0-3      |          | 3-0      |
| 3        | Гондурас (0-2) | 0-3      | 0-3      |          |

| Группа C | Группа C        | Группа C | Группа C | Группа C |
|          | Страна          | ВЕН      | ГВА      | БАР      |
| -------- | --------------- | -------- | -------- | -------- |
| 1        | Венесуэла (2-0) |          | 2-1      | 3-0      |
| 2        | Гватемала (1-1) | 1-2      |          | 3-0      |
| 3        | Барбадос (0-2)  | 0-3      | 0-3      |          |

| Группа D | Группа D                       | Группа D | Группа D | Группа D | Группа D |
|          | Страна                         | БАГ      | ДОМ      | ТИТ      | БЕР      |
| -------- | ------------------------------ | -------- | -------- | -------- | -------- |
| 1        | Багамские Острова (3-0)        |          | 3-0      | 2-1      | 3-0      |
| 2        | Доминиканская Республика (2-1) | 0-3      |          | 3-0      | 3-0      |
| 3        | Тринидад и Тобаго (1-2)        | 1-2      | 0-3      |          | 3-0      |
| 4        | Бермудские Острова (0-3)       | 0-3      | 0-3      | 0-3      |          |

### Плей-офф
| Места  | Победитель        | Счёт | Проигравший              |
| ------ | ----------------- | ---- | ------------------------ |
| 1 — 4  | Багамские Острова | 2-1  | Боливия                  |
| 1 — 4  | Венесуэла         | 2-1  | Чили                     |
| 5 — 8  | Куба              | 2-1  | Гватемала                |
| 5 — 8  | Эквадор           | 3-0  | Доминиканская Республика |
| 9 — 12 | Панама            | 2-1  | Барбадос                 |
| 9 — 12 | Гондурас          | 2-1  | Тринидад и Тобаго        |

- сборные Багамских островов и Венесуэлы выходят в группу I зоны Америка